# 바빌로니안 캐슬 사가
바빌로니안 캐슬 사가(Babylonian Castle Saga)는 엔도 마사노부가 기획하고 남코가 발매한 액션 롤플레잉 게임 시리즈이다. 길가메시나 이슈타르같은 바빌로니안 신화로부터 등장인물과 이야기 배경의 설정을 따왔다.1984년에 발매한 아케이드 게임 드루아가의 탑으로 시작됐으며, 이에 첫작품의 제목을 따서 드루아가의 탑 시리즈라고 칭하기도 한다.

## 게임 목록
- 드루아가의 탑 (1984, 아케이드)

영웅 길가메시가 납치당한 여인 카이를 구하기 위해 악마 드루아가가 세운 60층짜리 거탑을 정복하는 내용을 다룬다.
- 이슈타르의 부활 (1986, 아케이드)

드루아가의 탑으로부터 바로 이어지는 후속작으로, 길가메시와 카이 두 명이 다시 탑을 돌파해 올라가야 한다. 총 128 개의 스테이지로 구성됐다.
- 카이의 모험 (1988, 패미컴)

원작의 프리퀄로, 여신 이슈타르가 보낸 사자 카이가 드루아가가 훔친 블루 크리스탈 로드를 되찾으러 탑에 찾아가는 내용이다. 마지막에 카이가 붙잡히면서 드루아가의 탑으로 이야기가 바로 이어진다.
- 더 블루 크리스탈 로드 (1994, 슈퍼 패미컴)

이슈타르의 부활로부터 이어지는 4부작 마지막 작품이다.

## 애니메이션
이 게임을 배경으로 한 일본 애니메이션 《드루아가의 탑 ~the Aegis of URUK~》이 2008년 4월 5일부터 방영됐다. 원작 드루아가의 탑으로부터 60년 후 이야기로, 새로운 등장인물이 나와 다시 부활한 탑에 도전하는 내용이다.